# Джеирли (Шекинский район)
Джеирли (также Джаирлы;  азерб. Cəyirli) — село в Шекинском районе Азербайджана. 

## География
Джеирли расположено в 55 км к юго-востоку от районного центра Шеки.

## Население
В «Кавказском календаре» на 1856 год отмечается азербайджанское (в источнике «татарское») село Джаирлы Шекинского магала, с разговорным языком азербайджанским.
Религиозный состав жителей села указывается как мусульмане-шииты.
В своде статистических данных о населении Закавказского края 1886 года упоминается село Джаирлы Джаирлинского сельского общества с жителями азербайджанцами указанными по терминологии того времени как «татары». Число жителей — 622 человек. Вероисповедание — мусульмане-шииты.
Согласно результатам Азербайджанской сельскохозяйственной переписи 1921 года в селе Джаирлы Нухинского уезда Азербайджанской ССР имелось 143 хозяйства, население численностью 585 человек обозначалось как тюрки-азербайджанцы (азербайджанцы).
По материалам издания «Административное деление АССР», подготовленного в 1933 году Управлением народно-хозяйственного учёта Азербайджанской ССР (АзНХУ), по состоянию на 1 января 1933 года Джеирли являлось центром Джеирлинского сельсовета Нухинского района Азербайджанской ССР. В селе проживало 643 человека (125 хозяйств, 316 мужчин и 327 женщин). Национальный состав всего сельсовета, в который также входили сёла Чайкент, Чай-Каракоюнлу, Даг-Каракоюнлу, Каябашы на 79,8 % состоял из тюрков (азербайджанцев).
По сведениям на 1986 год в Джеирли проживали 1161 человек. Население было занято виноградарством и животноводством. В селе имелись восьмиклассная школа, клуб, библиотека, фельдшерский пункт.